# Leptictidium
Лептикидијум (lat. Leptictidium) је један од најпознатијих кенозоичких родова инсектоједа, или бубоједа. Живео је у данашњој Немачкој пре 45 милиона година током еоцена. 

## Класификација
Лептиктидијум је припадао породици инсектоједа Pseudorhyncocyonidae и реду Leptictida.

## Особине
Лептикидијум има главу слонасте ровчице и ноге кенгура или валабија.

## Исхрана
Пошто је припадао бубоједима, лептиктидијум се хранио бубама и инсектима које је проналазио.

## Галерија
- 3D лептиктидијум
- Лептикидијум (илустрација у боји)
- Фосил лептиктидијума
- Скелет лептиктидијума
- Скелет лептиктидијума
- Фосил лептиктидијумаu kamenu
- Фосил лептиктидијума
- Фосил лептиктидијума у природњачком музеју у немачком граду Фрајбургу.
- Илустрација лептиктидијума
- Илустрација лептиктидијума